# Tricorythodes albilineatus
Tricorythodes albilineatus is een haft uit de familie Leptohyphidae. De wetenschappelijke naam van de soort is voor het eerst geldig gepubliceerd in 1946 door Berner.
De soort komt voor in het Nearctisch gebied.